# Sida adscendens
Sida adscendens är en malvaväxtart som beskrevs av A. St.-hil.. Sida adscendens ingår i släktet sammetsmalvor, och familjen malvaväxter. Inga underarter finns listade i Catalogue of Life.